# Josh Norris
Joshua Norris (Oxford, Míchigan, 5 de mayo de 1999) más conocido como Josh Norris, es un jugador profesional estadounidense de hockey sobre hielo que se desempeña en la posición de centro en Ottawa Senators, equipo de la National Hockey League (NHL).

## Carrera
Fue seleccionado en la primera ronda en la NHL Entry Draft de 2017. En 2019 hizo su debut profesional con el equipo Ottawa Senators, donde lleva jugando cinco temporadas.